# Teem
Teem es una marca de bebida sin alcohol, creada en 1959 por Pepsi en Estados Unidos, muy popular en las décadas de 1960 a 1980 en varios países de Iberoamérica, siendo la bebida lima limón creada en respuesta a 7up y a Sprite, esta última perteneciente a Coca-Cola. Durante 1984, tanto en Estados Unidos como en Canadá y a principios de los años 90 en los países donde se comercializaba, Teem comenzó a descontinuarse debido a la compra mundial de la marca 7up por parte de Pepsi, ya que, como se dijo arriba, Teem también era propiedad de Pepsi. En Estados Unidos, debido a una merma considerable en sus ventas, fue reemplazada por la marca Slice, luego por Sierra Mist, y desde 2023 Starry. 
A principios de la década del 2010, Teem volvió a comercializarse en Argentina como segunda marca. La bebida hoy está presente en esa categoría en comercios de Brasil. Otros países que la han producido fueron Honduras, Sudáfrica, Nepal, India, Egipto, Pakistán y República Dominicana. 
Si bien ha tenido campañas publicitarias dispares en la región latinoamericana, Teem se hizo muy popular en los años 80 a través de una serie de comerciales donde un hombre sediento pide en un bar "papas fritas saladas, pero secas, bien secas" para alimentar la sed y disfrutar mejor la bebida. Según el país, tanto la circunstancia como el alimento, cambiaban. Por ejemplo, las papas fritas de Argentina se reemplazaban en México por cacahuates y el bar por un barco que rescata a un naúfrago. En todos los países, incluidos entre otros, Brasil y Perú, el eslogan fue "Teem, para la peor sed". 
España fue el único país que fonetizó su nombre en los años 70, llamándolo en sus comienzos Tim, para luego unificar su nombre con el resto de los países. La bebida fue comercializada en la zona de Islas Canarias.
En Uruguay, la bebida se comercializa desde sus inicios por las Fábricas Nacionales de Cerveza. Su presencia en el país logró que a pesar del tiempo las personas continúen  denominen coloquialmente a todas las bebidas de lima-limón como tin, a pesar de que la bebida sea una marca diferente, ya que en el país también se comercializan Sprite, 7UP y otras marcas nacionales como Nix y Limol. En la actualidad continúa siendo comercializada en el país.

## Presentación
Se presentaba en latas de 350 cc. y botellas de vidrio de 284 cc, 296 cc, 700 cc y 1000 cc. Ambas de color verde, con un arco blanco y otro amarillo. A mediados de la década del '80, se presentó Diet Teem, su versión de bajas calorías. En su segunda etapa de producción, sólo se comercializa en envase de plástico de dos litros y medio. 

## Sabores
Teem sólo tuvo como único sabor el lima-limón, compuesto de agua carbonatada, ácido cítrico, extracto de limón y lima, y citrato de sodio.